# Cilix hispanica
Cilix hispanica is een vlinder uit de familie eenstaartjes (Drepanidae). De wetenschappelijke naam is voor het eerst geldig gepubliceerd in 2002 door De-Gregorio, Torruella, Miret, Casas & Figueras.
De soort komt voor in Europa.